# Harishchandrachi Factory
Harishchandrachi Factory é um filme de drama indiano de 2009 dirigido e escrito por Paresh Mokashi. Foi selecionado como representante da Índia à edição do Oscar 2010, organizada pela Academia de Artes e Ciências Cinematográficas.

## Elenco
- Nandu Madhav - Dadasaheb Phalke
- Vibhavari Deshpande - Saraswati Phalke
- Hrishikesh Joshi - Pahila Bandhu
- Ketan Karande - Deshmukh
- Mohit Gokhale
- Atharva Karve
- Dilip Joglekar
- Dhiresh Joshi
- Sandeep Pathak
- Vaibhav Mangle
- Abhay Mahajan
- Amey Wagh
- Nipun Dharmadhikari
- Ganesh Mayekar
- Ambarish Deshpande
- Pravin Tarde
- Mayur Khandge
- Gary Richardson
- Gary Tantony